# NGC 2327
NGC 2327 (другое обозначение — CED 89B) — эмиссионная туманность в созвездии Большой Пёс.
Этот объект входит в число перечисленных в оригинальной редакции «Нового общего каталога».
В туманности расположено рассеянное скопление. В этом скоплении имеются звёзды с аномальными цветами, которые, предположительно, являются представителями типов T Тельца и Звёзды Хербига.